# La Vila (Santa Eulàlia de Riuprimer)
La Vila és una masia de Santa Eulàlia de Riuprimer (Osona) inclosa a l'Inventari del Patrimoni Arquitectònic de Catalunya.

## Descripció
Edifici civil. Masia de planta quadrada coberta a quatre vessants. La façana és orientada a migdia i té un portal dovellat, un xic mutilat per la construcció recent d'una balconada al damunt.
A la part de ponent i formant angle recte amb el cos de la masia hi ha un cos de galeries, d'arc rebaixat a la part superior. Aquest cos s'uneix a l'antiga masoveria, avui deshabitada. A la part esquerra de la façana hi ha un portal que tanca el cos de galeries i la lliça, independentment de l'entrada actual a la casa, que forma un pati al davant resguardat per un mur de pedra a sota del qual hi ha una gran arcada de pedra que ubica la cisterna.
És construïda amb lleves de pedra i ciment. L'estat de conservació és bo.

## Història
Antiga masia, registrada als fogatges de l'any 1553 dins la parròquia i terme de Santa Eulàlia de Riuprimer. Hi consta Joan Vila.
Actualment és habitat pels Coma, procedents del mas Coma de Santa eulàlia de Puigoriol (Lluçanès), mas documentat dels de 1187. La Vila fou adquirida pels Coma al segle xix.